# Temporada 2004-05 de la NBA Development League
La Temporada 2004-05 de la NBA Development League fue la cuarta temporada de la NBA D-League, la liga de desarrollo de la NBA. Tomaron parte sólo 6 equipos encuadrados en un único grupo, disputando una fase regular de 48 partidos cada uno. Los campeones fueron nuevamente los Asheville Altitude, que derrotaron en la Final a partido único a los Columbus Riverdragons por 90-67.
El equipo de los Charleston Lowgators dejaron Carolina del Sur trasladándose a Fort Myers (Florida), convirtiéndose en los Florida Flame.

## Equipos participantes
- Asheville Altitude
- Columbus Riverdragons
- Fayetteville Patriots
- Florida Flame
- Huntsville Flight
- Roanoke Dazzle

## Temporada regular
| Equipo                | G  | P  | % Vict. | PV |
| --------------------- | -- | -- | ------- | -- |
| Columbus Riverdragons | 30 | 18 | .625    | -- |
| Asheville Altitude    | 27 | 21 | .563    | 3  |
| Huntsville Flight     | 27 | 21 | .563    | 3  |
| Roanoke Dazzle        | 26 | 22 | .541    | 4  |
| Fayetteville Patriots | 17 | 31 | .354    | 13 |
| Florida Flame         | 17 | 31 | .354    | 13 |

## Playoffs
|  | Semifinales | Semifinales | Semifinales |    |   | Final de la NBDL | Final de la NBDL | Final de la NBDL |
|  |             |             |             |    |   |                  |                  |                  |
|  | 1           | Columbus    | 96          |    |   |                  |                  |                  |
|  | 4           | Roanoke     | 89          |    |   |                  |                  |                  |
|  |             |             |             |    | 2 | Asheville        | 90               |                  |
|  |             | 1           | Columbus    | 67 |   |                  |                  |                  |
|  | 2           | Asheville   | 90          |    |   |                  |                  |                  |
|  | 3           | Huntsville  | 86          |    |   |                  |                  |                  |

## Premios de la NBDL

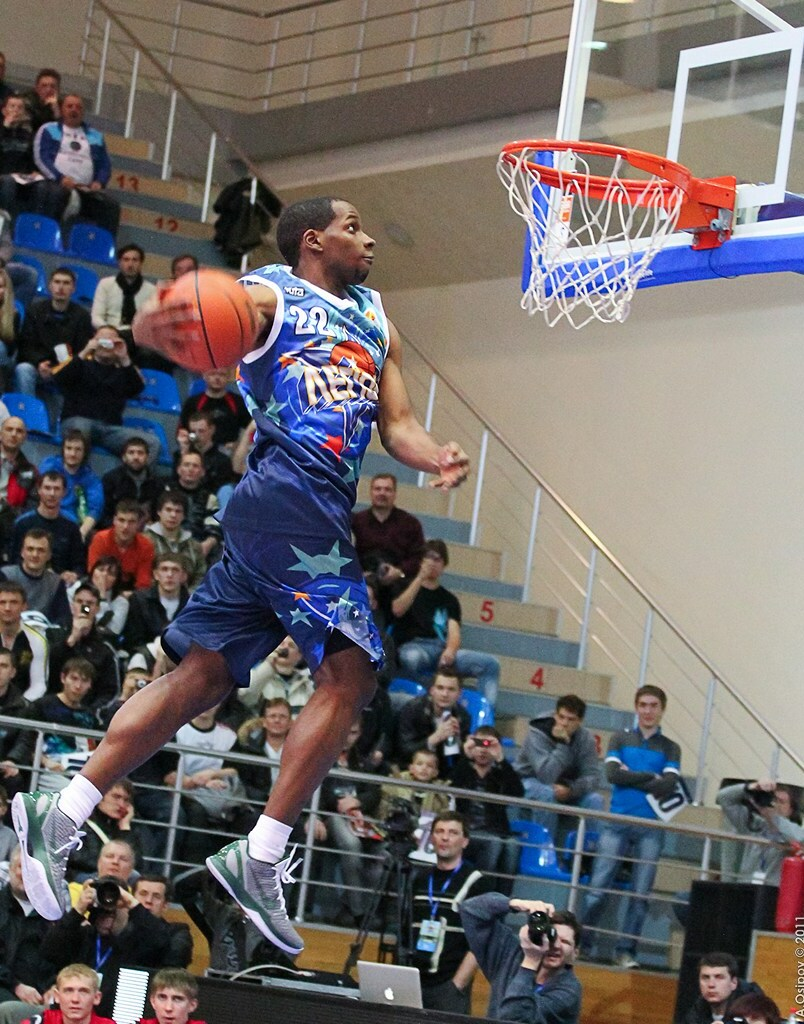
Derrick Zimmerman, mejor defensor de la temporada.

- MVP de la temporada: Matt Carroll, Roanoke Dazzle
- Rookie del Año: James Thomas, Roanoke Dazzle
- Mejor Defensor: Derrick Zimmerman, Columbus Riverdragons
- Mejor quinteto de la temporada
  - Cory Alexander, Roanoke Dazzle
  - Matt Carroll, Roanoke Dazzle
  - Hiram Fuller, Florida Flame
  - Kirk Haston, Florida Flame
  - Isiah Victor, Roanoke Dazzle
- 2º mejor quinteto de la temporada
  - Damone Brown, Huntsville Flight
  - Omar Cook, Fayetteville Patriots
  - Ron Slay, Asheville Altitude
  - James Thomas, Roanoke Dazzle
  - David Young, Fayetteville Patriots (empatado)
  - Derrick Zimmerman, Columbus Riverdragons (empatado)

## Llamadas de equipos de la NBA

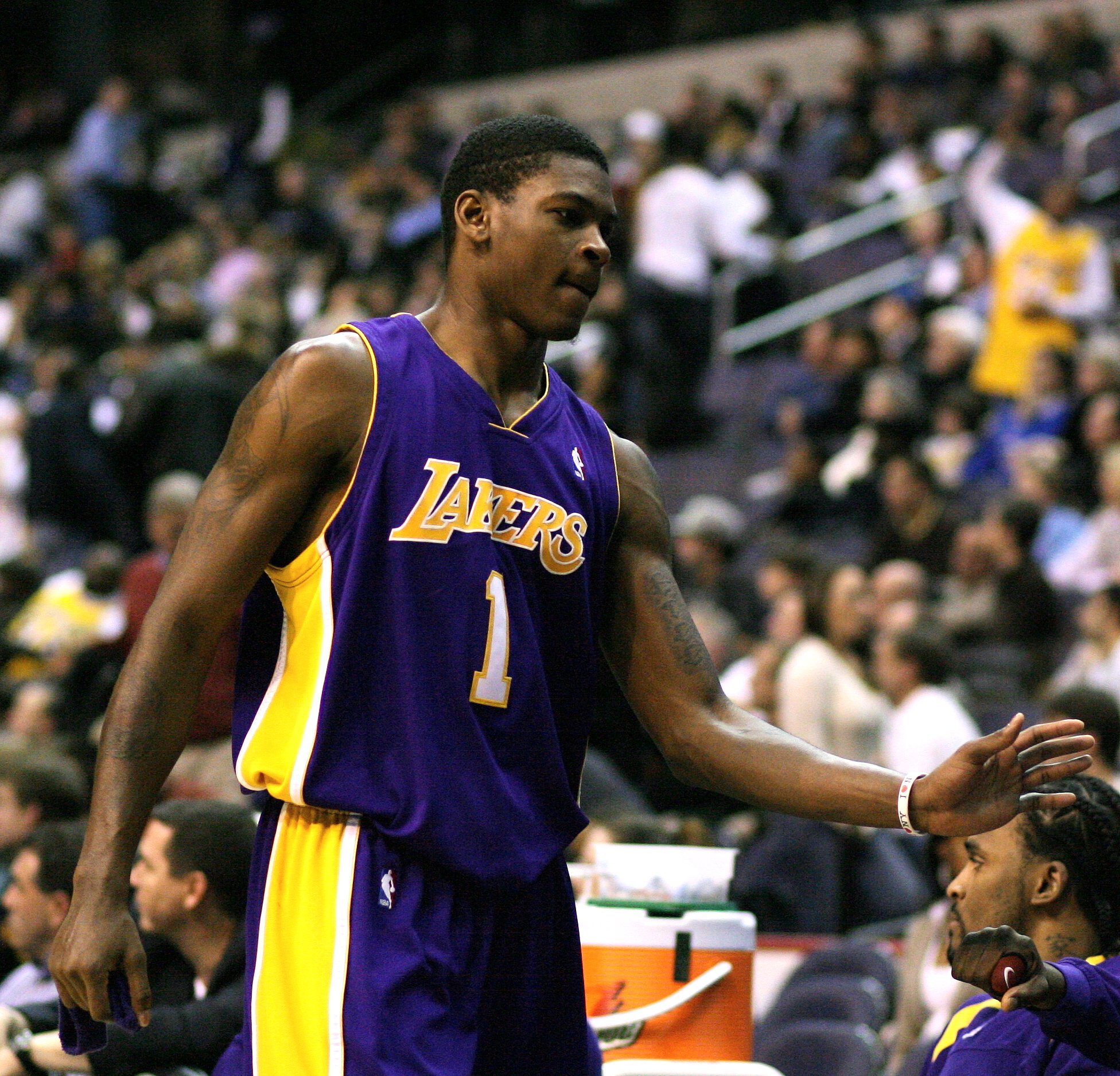
Smush Parker.

Durante la temporada, 9 jugadores fueron requeridos por sus equipos afiliados de la NBA en 11 ocasiones para formar parte de sus plantillas:
| Jugador        | Equipo NBA D-League   | Equipo(s) NBA                                            |
| -------------- | --------------------- | -------------------------------------------------------- |
| Omar Cook      | Fayetteville Patriots | Toronto Raptors                                          |
| Damone Brown   | Huntsville Flight     | Washington Wizards                                       |
| Ime Udoka      | Charleston Lowgators  | Los Angeles Lakers                                       |
| Kirk Penney    | Asheville Altitude    | Los Angeles Clippers                                     |
| James Thomas   | Roanoke Dazzle        | Portland Trail Blazers/Cleveland Cavaliers/Atlanta Hawks |
| Obinna Ekezie  | Columbus Riverdragons | Atlanta Hawks                                            |
| Brandin Knight | Asheville Altitude    | Houston Rockets                                          |
| Smush Parker   | Florida Flame         | Phoenix Suns                                             |
| Matt Carroll   | Roanoke Dazzle        | Charlotte Bobcats                                        |
| Cory Alexander | Roanoke Dazzle        | Charlotte Bobcats                                        |